# Oderin
Oderin (sorb. Wódrina) ist ein Ortsteil der Gemeinde Halbe im Landkreis Dahme-Spreewald des Landes Brandenburg.

## Lage
Oderin liegt ungefähr 4 km südöstlich von Halbe und etwa 4,5 km südwestlich von Märkisch Buchholz. Die Gemarkung Oderin grenzt im Norden an die Gemarkung von Halbe, im Nordosten an die Gemarkung von Märkisch Buchholz, im Osten an die Gemarkung von Groß Wasserburg, im Süden an die Gemarkungen von Krausnick und Briesen und im Westen an die Gemarkungen von Freidorf und Teurow.
Der Ort ist über die K6148 von Halbe über Teurow zu erreichen. Die K6148 führt dann weiter nach Briesen. Eine kleine Verbindungsstraße zweigt im Ort nach Freidorf ab. Randlich am Ortskern vorbei führt die Bahnstrecke Berlin–Görlitz. Oderin besitzt einen Bahnhof.
Im Westen bildet der alte, früher stark gewundene Lauf der Dahme die Gemarkungsgrenze. Nordöstlich des Ortes liegt auf der Gemarkung der 41,5 ha große Oderiner See. Der Oderiner Seegraben verläuft östlich des Ortes von Süden nach Norden, mündet in den Oderiner See und zieht vom Nordufer aus als künstlicher Graben weiter zur Dahme. Der Freiheitsgraben Oderin beginnt fast in Ortsmitte, verläuft ebenfalls nach Norden und dann im Bogen parallel und etwas östlich der alten Dahme, um dann bei der Teurower Wassermühle in die Dahme zu münden. Die höchste Erhebung ist der Weinberg mit 63 m ü. NHN hart an der südlichen Markungsgrenze, tiefster Punkt ist das Dahmetal in der nördlichen Ecke der Gemarkung mit 39 m ü. NHN. Der östliche und nördliche Teil der Gemarkung wird überwiegend von Wald eingenommen. Das Naturschutzgebiet Mahnigsee-Dahmetal greift im Westen und Norden auf die Gemarkung über.
Zum Ort gehören die inoffiziellen Wohnplätze Ausbau (nahe der Teurower Wassermühle), (das frühere) Forsthaus Oderin (heute Am See 1), der im 20. Jahrhundert wüst gefallene Wohnplatz Kleine Mühle und der um 1900 abgerissene Wohnplatz Hungriger Wolf, ein ehemaliges Gasthaus an der früheren Fernverkehrsstrecke Märkisch Buchholz-Lübben.

## Geschichte
Urkundlich wurde der Ort erstmals 1359 als Norderin erwähnt. Eichler leitet den Namen von sorb. odr = Gerüst ab. Nach Rudolf Lehmann war Oderin ursprünglich ein Runddorf.

### Besitzgeschichte
Oderin gehörte wohl schon zur Zeit der ersten urkundlichen Nennung zur Herrschaft Golßen, die damals etwa 18 Dörfer in der Umgebung von Golßen umfasste. 1439 verkaufte der Landvogt der Niederlausitz Nickel von Polenz für sich und als Vormund der noch minderjährigen Söhne des Hans Polenz die Herrschaft Golßen auf Wiederkauf an vier Brüder der Familie von Stutterheim, Hans, Heinrich, George und Otto von Stutterheim. Durch fortgesetzte Erbteilungen und auch Verkäufe wurde diese Herrschaft immer weiter zersplittert und verlor schließlich ihren Charakter als Herrschaft. Von den vier Brüdern scheint nur Otto Nachkommen gehabt zu haben. Dessen vier Söhne erhielten 1492 einen Gesamtlehenbrief, vermutlich hatten sie die Herrschaft noch gemeinsam inne. Die Fiktion einer Herrschaft wurde noch bis 1623 aufrechterhalten, als zahlreiche (Namens-)Vettern von Stutterheim noch einen Gesamtlehenbrief für die Herrschaft Golßen erhielten.
Eine bemerkenswertes Ereignis fand 1455 statt. Damals kauften sich die Zeidler auch Deditzen genannt, von der Herrschaft Golßen für 115 Schock Groschen los. Mit dieser Summe kauften die von Stutterheim gewisse Erbgüter zur Herrschaft Golßen hinzu. Die Zinsen und Güter die damit gekauft wurden, sollten zum Gedächtnis des Loskaufs der Zeidler die Dedicen-Zinsen heißen. Die Zeidler behielten den Gerichtsstand vor der Herrschaft Golßen bzw. die Herrschaft bestellte ihnen ein Gericht zu Briesen, Oderin oder wo es ihnen sonst genehm war. Sollte einer der Zeidler sein Anteil an der Heide verkaufen, sollte auch der Käufer von allen Zinsen befreit sein.
1460 erhielt Katharina, die Frau des obigen Otto einen Leibgedingbrief, in dem Abgaben in Oderin zu ihren Gunsten festgeschrieben wurden. Nach dem Tod des Otto nahmen vermutlich schon seine Söhne eine Erbteilung vor. Vermutlich erhielten seine Söhne George und Nickel je einen Anteil von Oderin. 1510 wird von Streitigkeiten der von Stutterheims auf Golßen mit Heinrich Schenk von Landsberg zu Teupitz berichtet, die vor allem die Briesener und Oderiner Bauern betrafen.

### Der Anteil des Nickel von Stutterheim
1625 war Heinrich von Stutterheim im Besitz eines Anteils von Oderin, der aus fünf Ackerleuten, drei Kossäten, Pächten, Diensten und Steuern sowie der Schäferei, Viehnutzungen und Hutungen auf den ungeteilten Heiden, zwei Wiesen, einem Weinberg und der Fischereigerechtigkeit auf dem Oderiner See bestand. Nach Houwald soll dieser Anteil über Nickels Sohn Alexander, dessen Sohn Alexander auf dessen Sohn Heinrich gekommen sein. Heinrich von Stutterheim verkaufte am 24. August 1625 seinen Anteil an Christoph von Stutterheim auf Briesen, der bereits einen Anteil von Oderin besaß (siehe unten). In diesen Anteil eingeschlossen war auch ein Weinberg und eine Schäferei.
Schon unter Nickel von Stutterheim scheint eine weitere Teilung des Besitzes in Oderin passiert zu sein, denn auch sein Sohn Wilhelm (und Bruder des älteren Alexander) hatte einen Anteil von Oderin. Er kam danach an dessen Sohn Joachim, der den Anteil weiter an seinen Sohn Joachim Christoph vererbte. 1649 verkaufte schließlich dessen Sohn Hans Wilhelm von Stutterheim, Steuereinnehmer des Kreises Luckau seinen Anteil an Oderin um 14.000 Taler an seinen Schwager den kursächsischen Kapitänleutnant und späteren Oberregierungsrat Hans Ernst von Schlieben. 1651 konnte dieser auch den anderen Anteil von Oderin erwerben.

### Der Anteil des Georg von Stutterheim
Auf Georg von Stutterheim folgte sein einziger Sohn Christoph, späterer Landrichter in der Niederlausitz nach. Der älteste Sohn des Christoph, ebenfalls Christoph geheißen, war mit Catharina von Löser verheiratet. Von diesem Ehepaar existiert noch ein Bild in der Kirche in Altgolßen. Christoph d. Jü. von Stutterheim war aber stark verschuldet, sodass seine drei Söhne Bartusch, Apollo und Reichardt ihren Anteil an Oderin 1596 an ihren Vetter Christoph von Stutterheim auf Briesen um 1.700 Gulden verkaufen mussten. 1625 konnte Christoph auf Briesen noch den Anteil von Heinrich von Stutterheim an Oderin erwerben. Doch auch Christoph von Stutterheim auf Briesen war durch den Dreißigjährigen Krieg und seine Folgen stark verschuldet. 1640 musste er ein Darlehen von 932 Talern bei seinem Namensvetter Hans Georg von Stutterheim auf Buchwäldchen aufnehmen. Bei seinem Tod 1651 wurde sein Anteil Oderin für 2.600 Gulden an Hans Ernst von Schlieben verkauft. Damit besaß nun Hans Ernst von Schlieben das gesamte Dorf Oderin.

### Die von Schliebensche Besitzzeit
Hans Ernst von Schlieben war eine bedeutende Persönlichkeit in der Niederlausitz; so war er Oberamtsrat, Landgerichtsassessor und Landesältester des Luckauischen Kreises. Er starb am 13. Mai 1676 in Lübben. In der Erbteilung übernahm sein ältester Sohn Hans Joachim das Gut Oderin, das auf 6.493 Taler geschätzt wurde. Der damals noch minderjährige Bruder Heinrich Ernst sollte 2.312 Taler 12 Groschen erhalten, die jedoch gegen eine jährliche Zinszahlung von 138 Talern 17 Groschen im Lehen verblieben. Er kaufte 1697 Frauenberg und Neuendorf bei Lübben. Seine beiden Schwestern sollten je 875 Taler und je 500 Gulden Ehegeld erhalten. Hans Joachim von Stutterheim war mit Christina von Stutterheim, Tochter des Ulrich von Stutterheim und der Ursula von Stutterheim. Er verstarb schon am 23. Juli 1689 unter Hinterlassung von zwei minderjährigen Söhnen, Hans Ernst (* 1684) und Joachim Seyfried (* 1685), die auf Bitten der Mutter 1691 und erneut 1692 und 1697 mit Oderin belehnt wurden.
Die beiden Brüder Hans Ernst und Joachim Seyfried beschlossen 1707, das Gut Oderin nun nicht zu teilen, sondern zu verlosen. Das Los fiel auf Joachim Seyfried, der nach Abzug der Schulden, dem Bruder eine Barauszahlung von 1.500 Talern schuldete, die dieser im Lehen stehen ließ. Joachim Seyfried heiratete um 1708 Marie Elisabeth von Berger. Mit ihr hatte er die Söhne Joachim Wilhelm, später auf Jetsch und Landesdeputierter des Luckauischen Kreises, Hans Ernst, Georg Friedrich und die Tochter Christine Elisabeth. 1749 kaufte Joachim Seyfried noch das benachbarte Rittergut Briesen, für das er sich aber hoch verschulden musste. Ihm gehörte außerdem noch das Gut Riesdorf bei Jüterbog. 1751 erbten Joachim Seyfried und Hans Ernst von Schlieben das Rittergut Golzig, das Joachim Seyfried seinem Bruder Hans Ernst überließ. Joachim Seyfried  starb am 23. Juni 1757. In der folgenden Erbteilung erhielt, Joachim Wilhelm das Gut Oderin, der zweite Sohn Hans Ernst erhielt Briesen und Georg Friedrich erhielt das Gut Riesdorf.
Joachim Wilhelm war in erster Ehe mit Emilie Christine von Karras verheiratet und hatte schon 1743 nach dem Tod seines Schwiervaters Siegmund Ernst von Karras († 1743) das Rittergut Jetsch für 19.300 Taler erworben. 1746 wurde er Landesdeputierter des Luckauischen Kreises, ein Amt, das er bis zu seinem Tod 1775 innehatte. Das Rittergut Jetsch verpachtete er an Johann Horn. In der Erbteilung von 1776 übernahm Hans Friedrich Wilhelm das Rittergut Oderin, das auf 17.000 Taler geschätzt wurde. Der Bruder Sigismund Wilhelm übernahm das Gut Jetsch, das allerdings auch mit 16.000 Gulden Schulden belastet war. 1784 verkaufte er Jetsch an Friedrich Laurentius Flemming für 19.000 Taler.
Hans Friedrich Wilhelm von Stutterheim war mit Eva von Karras verheiratet. Durch Vergleich und Abtretungsvertrag übertrug Hans Friedrich Wilhelm das Rittergut Oderin an seinen jüngsten Sohn Carl Friedrich, der am 21. Juli 1820 die Belehnung erhielt. Nach dessen Tod am 27. März 1837 verkauften dessen drei Söhne Carl Louis, Hans Carl und Curt Ferdinand das Rittergut Oderin am 23. März 1840 für 47.500 Taler an den Lederfabrikanten Robert Carl Albert Spitta und seine Brüder Christian Gottfried August, Carl Heinrich Julius und Carl Christian Heinrich Spitta aus Brandenburg an der Havel.

### Besitzzeit nach 1840
Karl Friedrich Rauer in seinen Hand-Matrikel der in sämmtlichen Kreisen des Preussischen Staats auf Kreis- und Landtagen vertretenen Rittergüter gibt Robert Karl Albert Spitta als Besitzer an. Er war 1855 Gründungsmitglied der Königs-Wusterhausen-Buchholz-Lübbener Chaussee-Bau-Gesellschaft, die den Ausbau (bzw. Befestigung) der Landstraße von Königs Wusterhausen über Märkisch Buchholz nach Lübben zum Ziel hatte. Um 1850 hatte das Rittergut Oderin eine Gesamtfläche von 3636 Morgen 99 Quadratruten, davon waren 803 Morgen 62 Quadratruten Acker, 146 Morgen 177 Quadratruten Wiesen und 1850 Morgen 171 Quadratruten Wald. Die Schatzung für Oderin betrug 950 Taler.
1857 kaufte der Amtmann August Krause (* 1813; † 1889) das Rittergut Oderin. 1879 war Oderin in den Besitz eines gewissen Stoehr übergegangen. 1885 gehörte das Rittergut Oderin dem Landrat a. D. und Hauptmann a. D. Emil Förster (recte Emil Voerster) (Vette schreibt Voester). Förster ließ das Gut Oderin von einem Inspektor Gottlob Briese administrieren. Das Rittergut Oderin umfasste damals 970 ha. Davon waren 309 ha Acker, 73 ha Wiesen, 6 ha Weide, 487 ha Wald und 95 ha Wasserfläche. Der Grundsteuerreinertrag betrug 4160 Mark. 1892 ist Emil Voerster in Oderin gestorben.
Das Handbuch des Grundbesitzes im Deutschen Reiche von 1896 nennt dann den Rittmeister Schmidt als nächsten Besitzer. Nach dem Handbuch des Grundbesitzes im Deutschen Reiche von 1903 gehörte das Rittergut Oderin dem Oberleutnant Hermann Roth. Um 1910 wechselte der Besitz zu Friedrich Neumann, 1914 ist als neuer Besitzer Karl Oskar Schmieder genannt, der bis mindestens 1929 das Gut in Oderin bewirtschaftete.

### Ortsgeschichte
1542 wird bereits eine Wassermühle erwähnt. Ob es sich um einen Vorgängerbau der Kleinen Mühle handelte, oder um eine Mühle im Ort oder nahe der Dahme ist unsicher. 1708 wohnten im Ort sechs Bauern, drei Kossäten und zwei Büdner, insgesamt 22 Personen im Alter von 12 bis 60 Jahren. 1718 werden fünf Hüfner, zwei Koss oder Gärtner und zwei Häusler genannt. Das Dorf wurde mit 950 fl Schatzung festgesetzt. 1723 waren zehn Feuerstellen (= Wohnhäuser) im Ort.
1755 hatte Oderin 127 Einwohner, 68 männliche und 59 weibliche Personen. Die durchschnittliche Ernte in Dresdner Scheffel betrug: 468 Scheffel Korn, 6 Scheffel Weizen, 228 Scheffel Gerste, 72 Scheffel Hafer, 19 Scheffel Erbsen, 24 Scheffel Heidekorn (= Buchweizen), 29 Scheffel Hopfen und 9 Scheffel Lein. 1810 wohnten fünf Bauern, zwei Kossäten, 20 Häusler oder Büdner im Oderin. Die Schatzung war nun auf 900 Gulden angesetzt.
Die Topographisch-statistische Uebersicht des Regierungsbezirks Frankfurth a. d. O. von 1820 erwähnt Oderin als ein adliges Dorf mit 30 Feuerstellen und 208 Einwohnern. Getrennt aufgeführt ist die unbewohnte Oderiner Windmühle, die Oderiner Kleinmühle mit vier Häusern und 16 Einwohnern und das Oderiner Winzerhaus mit einem Haus und vier Bewohnern. Das Staats-, Post- und Zeitungs-Lexikon von Sachsen von August Schumann (bzw. fortgeführt von Albert Schiffner) erwähnt 1830 noch eine Ziegelei.

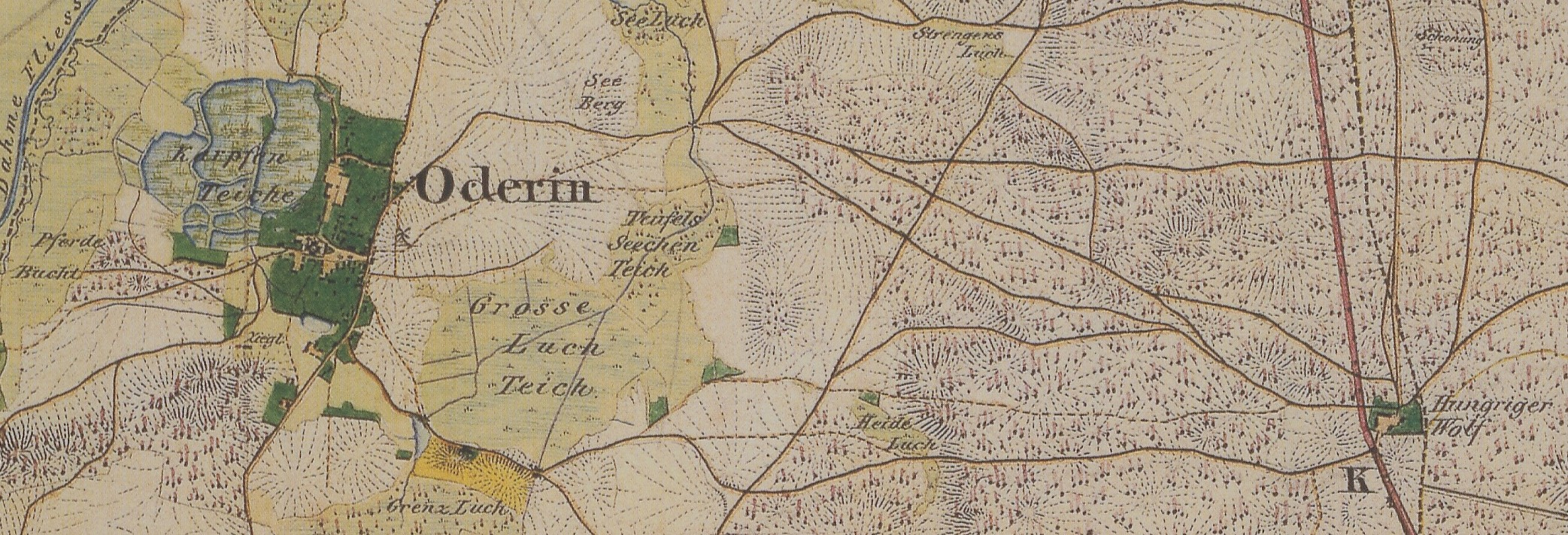
Oderin und der abgegangene Wohnplatz Hungriger Wolf auf dem Urmesstischblatt 3948 Oderin von 1841

Bis 1840 war Oderin weiter stark angewachsen. Es wird als Dorf mit einer Windmühle und einem Winzerhaus, mit 40 Häuser und 261 Einwohnern beschrieben. Als Besitzer des Rittergutes Oderin sind nun die Kaufleute Gebrüder Spitta zu Brandenburg an der Havel angegeben.
Im Urmesstischblatt 3948 Oderin von 1841 sind westlich des Ortes große Karpfenteiche verzeichnet. Die Ziegelei ist südwestlich des Dorfkerns eingezeichnet. Im Wohnplatz Kleine Mühle ist neben den Mühlengebäuden ein weiteres größeres Gehöft eingetragen, wohl das Vorwerk. Die Windmühle lag östlich des Ortskerns (Lage: ). Das Winzerhaus ließ sich bisher nicht lokalisieren. Am Oderiner Weinberg ist kein Haus eingezeichnet. Ein zweiter Weinberg erscheint auf dem Messtischblatt 1:25.000 Bl. Oderin von 1902 südöstlich des Ortskerns. Die Karpfenteich sind heute durch den Freiheitsgraben Oderin trockengelegt, z. T. gibt es noch vernässte Stellen. Die ehemaligen Karpfenteiche gehören heute zum Naturschutzgebiet Mahnigsee-Dahmetal. 1848 standen im Ort 40 Wohnhäuser mit 265 Bewohnern.
1854 wurde die Königs-Wusterhausen-Buchholz-Lübbener Chaussee-Bau-Gesellschaft gegründet, die schließlich in den Folgejahren die Chaussee von Königs Wusterhausen nach Lübben baute. Einer der Gesellschafter war Rittergutsbesitzer Robert Spitta auf Oderin. Diese Fernverkehrsstrecke verlor aber bald ihre Bedeutung, denn schon 1867 war die Berlin-Görlitzer Eisenbahnstrecke, die an Oderin vorbei führte, durchgängig befahrbar. Oderin hatte sogar einen Bahnhof bekommen. Die Chaussee von Märkisch Buchholz bis nach Schönwalde ist heute nur noch ein breiter Waldweg. 1864 hatte Oderin 308 Einwohner. Die Zahl der Wohnhäuser war gegenüber 1848 mit 40 Häuser gleich geblieben.

## Einwohnerzahlen
| Jahr      | 1818 | 1835 | 1846 | 1861 | 1871 | 1890 | 1900 | 1910 | 1925 | 1939 | 1946 | 1950 | 1964 | 1971 | 1981 | 1991 | 2002 |
| Einwohner | 208  | 265  | 265  | 291  | 365  | 358  | 336  | 388  | 365  | 390  | 610  | 547  | 428  | 385  | 309  | 270  | 253  |

## Kommunale Geschichte
Der Ort Oderin gehörte wie auch das benachbarte Briesen zum Luckauischen Kreis der Niederlausitz; beide Orte ragten nach Norden wie ein Keil in das Gebiet der Mark Brandenburg hinein. Erst 1815 kam die Niederlausitz und damit auch Oderin an die Mark Brandenburg (bzw. ab 1816 Provinz Brandenburg). Auch nach der Gebiets- und Kreisreform von 1816 blieb Oderin im Kreis Luckau, der freilich einen etwas anderen Zuschnitt bekam. Mit der Kreisreform von 1952 kam Oderin zum neu gebildeten Kreis Königs Wusterhausen, der in der Kreisreform 1993 im Land Brandenburg zusammen mit den Kreisen Lübben und Luckau mit kleineren Grenzkorrekturen zum Landkreis Dahme-Spreewald vereinigt wurde.
Im Zuge der Ämterbildung im Land Brandenburg wurde 1992 das Amt Schenkenländchen gebildet, Oderin war eine der amtsangehörigen Gemeinden. Mit der Kommunalwahl am 26. Oktober 2003 wurden die Gemeinden Briesen, Freidorf und Oderin in die Gemeinde Halbe eingemeindet und Oderin wurde nun ein Ortsteil der Gemeinde Halbe. Im Ortsteil Oderin wird ein Ortsbeirat bestehend aus drei Mitgliedern gewählt, die aus ihrer Mitte den/die Ortsvorsteher/Ortsvorsteherin wählen. Ortsvorsteherin Oderins ist Marianne Ruhnke (2021).

## Kirchliche Geschichte
Die Kirche in Oderin war seit der zweiten Hälfte des 17. Jahrhunderts Mutterkirche in der Superintendentur Luckau. 1666 wurde eine Kirche errichtet. 1657 fand eine Kirchenvisitation statt.
1718, 1820 und 1860 waren Briesen und Staakow nach Oderin eingepfarrt. Die Kirche wurde 1890 weitgehend abgerissen und in den Jahren 1890 bis 1894 neu gebaut. Erhalten von der alten Kirche ist noch der Turm. Übernommen aus der alten Kirche wurde die Kanzel.
Heute gehört Oderin zum Evangelischen Kirchensprengel Märkisch Buchholz-Halbe-Oderin im Evangelischen Kirchenkreis Zossen-Fläming.

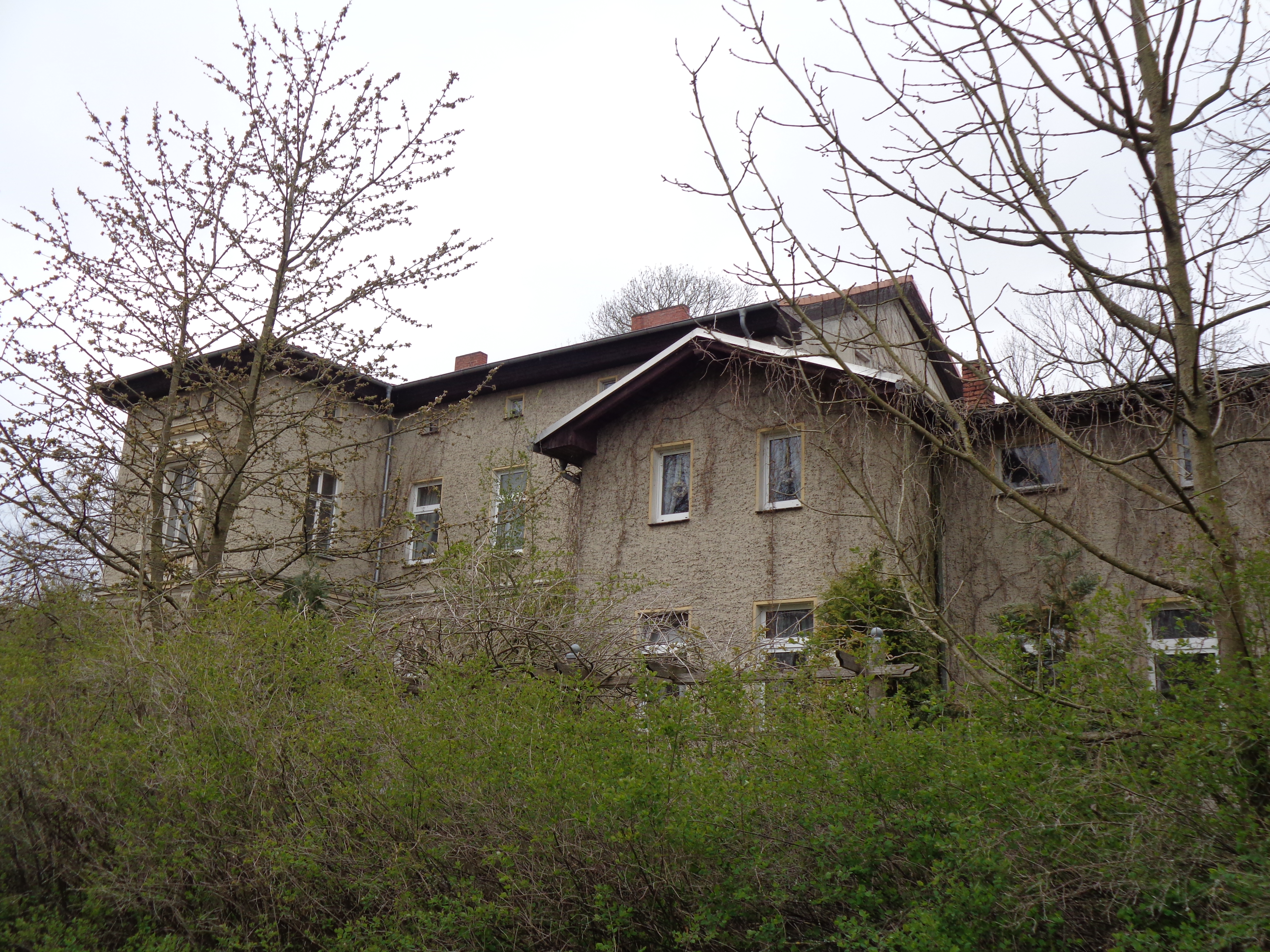
Gutshaus Oderin, südlicher Teilbau/Übergang zum nördlichen Teilbau

## Gutshaus Oderin
Vermutlich ließ Carl Albert Spitta (oder August Krause) das Gutshaus in Oderin im späten italienisierenden Landhausstil errichten. Von diesem Bau ist aber nur noch der südliche Teil erhalten. Der nördliche Teil soll entweder nach einem Brand Ende des 19. Jahrhunderts wieder aufgebaut worden sein oder bei den Kämpfen 1945 zerstört und danach wieder aufgebaut worden sein. Nach dem Zweiten Weltkrieg war im Gutshaus ein Kindergarten, das Gemeindebüro und Wohnungen untergebracht. Das Gutshaus ist heute in Privatbesitz und schmucklos verputzt. Der Park um das Rittergut ist heute verwildert. Das Gutshaus ist kein Baudenkmal.

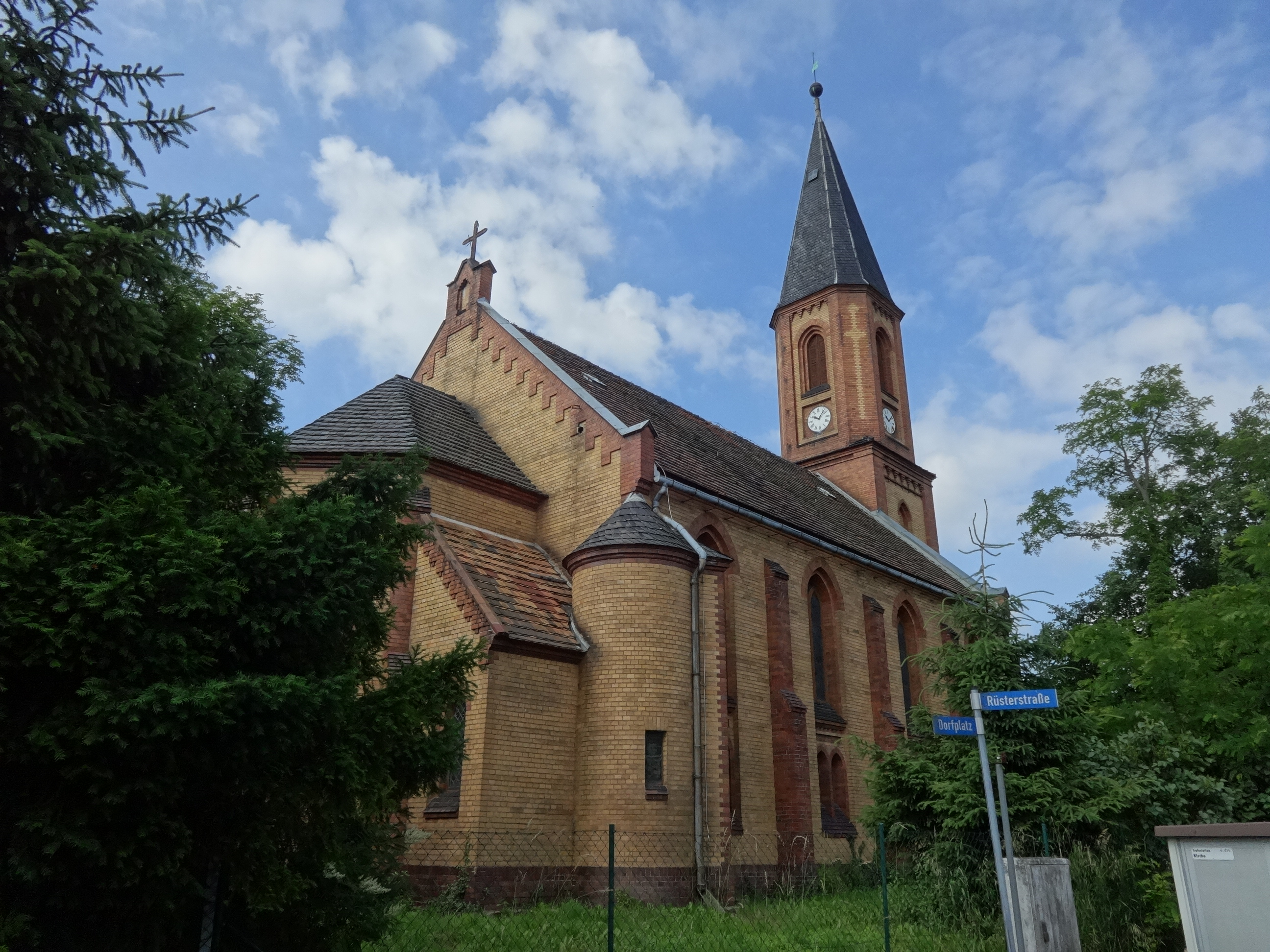
Dorfkirche Oderin, Nordostansicht

## Baudenkmal
- Die Dorfkirche Oderin entstand im Jahr 1892/94 vermutlich auf den Überresten eines Vorgängerbaus aus dem 17. Jahrhundert. Der streng gegliederte, neugotische Ziegelbau besitzt einen aufwendig gearbeiteten Westturm und eine polygonale Apsis.

## Naturdenkmale
- 16 Rosskastanien, 50 Meter lange Kastanienallee in Oderin
- Stieleiche, 100 Meter nördlich des Wanderweges Oderin–Köthen
- 6 Stieleichen, 200 Meter östlich der Südspitze vom Oderiner See (), darunter eine gemauerte Eiche mit einem Brusthöhenumfang von 7,20 m (2016).[29]

## Organisationen und Freizeit
- Der Ort verfügt über eine eigene Freiwillige Feuerwehr
- und mit SG Wacker Oderin e. V. einen Sportverein.